# Kung Saud-universitetet
Kung Saud-universitetet (arabiska: جامعة الملك سعود) är ett universitet i Riyadh i Saudiarabien. Universitetet grundades 1957 av kung Saud bin Abdul Aziz som Riyadh universitet och var landets första universitet. 1982 bytte det namn till Kung Saud-universitetet.
Knappt 39 000 elever studerar vid universitetet, varav 10% är internationella studenter (november 2018).